# Ахмедьянов, Ким Абузарович
Ким Абузарович Ахмедьянов (5 февраля 1932, Альмухаметово, Башкирская АССР — 9 ноября 1980, Альмухаметово, Башкирская АССР) — литературовед, литературный критик. Лауреат Республиканской премии им. Салавата Юлаева (1972). Член Союза писателей СССР (1965).

## Биография
Ким Абузарович Ахмедьянов родился 5 февраля 1932 года в д. Альмухаметово Абзелиловского района Башкирской АССР.
В 1955 году окончил башкирское отделение факультета языка и литературы Башкирского педагогического института им. К. А. Тимирязева (ныне Уфимский университет науки и технологий).
После окончания института Кима Ахмедьянова оставили преподавателем на кафедре башкирской филологии. Учился в аспирантуре Института истории, языка и литературы Башкирского филиала Академии наук СССР (научный руководитель — А. И. Харисов). В 1960 году защитил кандитатскую диссертацию, посвященную композиции башкирских поэм.
С 1966 года Ахмедьянов Ким Абузарович работал в Институте истории, языка и литературы БФАН СССР, с 1978 года читал курс теории литературы в Башкирском государственном университете (ныне Уфимский университет науки и технологий). Избирался в члены правления Союза писателей Башкирии, члены редколлегий журналов «Агидель» и «Учитель Башкирии», был членом терминологической комиссии при Президиуме Верховного Совета Башкирии. Избирался депутатом Кировского райсовета Уфы.
В области литературной критики и литературоведения работал с 50-х годов. Его первая книга в этой области «Вопросы композиции башкирских поэм» была издана в 1962 году.
В своих произведениях  анализировал творчество башкирских поэтов, писателей, описывал теорию и историю башкирской литературы.
Скончался 9 ноября 1980 года. Похоронен в родной деревне Альмухаметово.

## Труды
«Вопросы композиции башкирских поэм» (1962), «Путешествие в страну поэзии» (1967), «Назар Наджми — мастер стиха» (1974), «Г. Салям. Жизнь и творчество» (1980), «Теория литературы» (1971), . «Красота, героизм, поэтичность» (1980).
«Словарь литературоведческих терминов» (на башкирском языке) (1965).

## Награды и звания
Республиканская премия им. Салавата Юлаева (1972) — за книгу «Теория литературы» (1971)

## Память
В 1992 году в Башкортостане учреждена премия имени Кима Ахмедьянова за лучшие произведения в области литературы, искусства и журналистики.
В его родной деревне, в здании школы, открыт музей, посвящённый жизни и творчеству Кима Ахмедьянова.
Именем К. Ахмедьянова названы центральная улица в родном селе и одна из улиц районного центра Аскарово.